# Kalmasaari (ö i Norra Savolax, Norra Savolax, lat 63,83, long 27,82)
Kalmasaari är en ö i Finland. Den ligger i sjön Kiltuanjärvi och i kommunen Sonkajärvi i den ekonomiska regionen  Övre Savolax ekonomiska region  och landskapet Norra Savolax, i den centrala delen av landet, 400 km norr om huvudstaden Helsingfors. Öns area är 0,1 hektar och dess största längd är 60 meter i sydöst-nordvästlig riktning.